# アシロサウルス
アシロサウルス（Asylosaurus, 「無傷なトカゲ」もしくは「聖域のトカゲ」の意味）は、三畳紀後期に現在のイングランドに生息していた基底的な竜脚形類恐竜の属の一種である。

## 発見と命名
アシアロサウルスは部分的な化石に基づいており、最初は1836年にHenry Rileyおよびサミュエル・スタッチベリーよりテコドントサウルスに関連するものとして記載された。その後、化石は1880年1890年にかけてオスニエル・チャールズ・マーシュによりイェール大学へと持って来られた。そのためテコドントサウルスの最初のホロタイプとは異なり、第二次世界大戦中の1940年に爆撃で破壊されることを逃れることが出来た。2007年にピーター・ガルトンによりアシアロサウルスとして命名、記載された。タイプ種A. yalensisの種小名はイェール大学にちなんだものである。最初の化石はブリストルのクリフトンにあるDurdham Downのレート期の洞穴の堆積物に由来する。

## 特徴
アシロサウルスはホロタイプYPM 2195に基づいているが、この標本は胴体の部分骨格で、胴椎、肋骨、腹肋骨、肩帯、上腕骨、部分的な前肢が含まれている。この他に同一個体のものと思われる頸椎、尾椎、骨盤、四肢の一部分からなる標本がアシロサウルスのものとされている。同時代のテコドントサウルス、パンティドラコ（Pantydraco）とは上腕骨の形態により区別される。雑食もしくは草食であるかで他の近縁種と異なるニッチを占めていた可能性がある。